# 新宿・渋谷 - 浜松線
新宿・渋谷 - 浜松線（しんじゅく・しぶや - はままつせん）とは、東京都渋谷区と浜松市中央区を横浜市青葉区経由で結ぶ、座席指定制の高速バス路線である。京王バスとジェイアール東海バスでは渋谷・新宿ライナー浜松号の愛称を、遠州鉄道ではe-LineRの1系統として渋谷・新宿イーライナーの愛称を使用しており、事業者ごとに呼称は異なるものの同一路線のことを指している。

## 概要
かつては東京都新宿区の新宿高速バスターミナルを起点とし渋谷区を経由していたが、同バスターミナルが渋谷区のバスタ新宿へ集約され現在にいたる。
この路線は東京都心西側ターミナル（新宿駅・渋谷駅）と静岡県を結ぶ最初の直行路線である。その後2007年には静岡市内発着の渋谷・新宿ライナー静岡号が開設されている。直行便のため、東名ハイウェイバスのように東名高速道路上の途中バス停で乗降することは出来ず、唯一上り便での東名江田下車のみが可能である。
2006年の路線開設当初、浜松・新宿ハイウェイバスの愛称で京王バス東とジェイアール東海バスが運行開始。そして2007年に渋谷・新宿ライナー浜松号に愛称を変更。2011年には遠州鉄道が参入し、渋谷・新宿イーライナーという別の愛称を使用している。ただし運行会社・愛称に関わらず、予約・販売など扱いは同一路線である。
JR東海バスとしては渋谷マークシティ・新宿駅西口への初乗り入れ路線、京王バスとしては沼津線に続く東名高速方面への2路線目となった。遠鉄バスとしては横浜線に続く都市間高速バスの2路線目（空港リムジンバスを除く）であり、同社の乗合バスとしては初めて（貸切免許で運行される都市間ツアーバスや各種バスツアーなどでは実績有り）の都内乗り入れ路線となった。
なお続行便が設定される場合、1号車は新宿始発、2号車以降は渋谷始発となる。

## 運行会社
- 京王バス（永福町営業所）

定期便1往復（下り1号<KO4201便>、上り8号<KO4208便>）および臨時便1往復（下り101号<KO4291便>、上り102号<KO4292便>。土曜・日曜・休日および繁忙日運行）を担当
- ジェイアール東海バス（静岡支店）[注釈 1]

定期便2往復（下り3号<JT4203便>・7号<JT4207便>、上り2号<JT4202便>・6号<JT4206便>）を担当
- 遠州鉄道（ターミナル営業所）

定期便1往復（下り5号<ET4205便>、上り4号<ET4204便>）を担当

## 運行経路・停留所
- ▼：新宿発（下り）は乗車のみ、浜松発（上り）は降車のみの取り扱い。
- ▲：新宿発（下り）は降車のみ、浜松発（上り）は乗車のみの取り扱い。
- ∥：通過道路。

| 所在地                | 所在地                | 所在地                | 停留所名                        | 乗車区分 |
| --------------------- | --------------------- | --------------------- | ------------------------------- | -------- |
| 東京都                | 渋谷区                | 渋谷区                | バスタ新宿（南口）              | ▼        |
| 東京都                | 渋谷区                | 渋谷区                | （山手通り）                    | ∥        |
| 東京都                | 渋谷区                | 渋谷区                | 渋谷駅 （渋谷マークシティ）     | ▼        |
| （首都高速3号渋谷線） | （首都高速3号渋谷線） | （首都高速3号渋谷線） | （首都高速3号渋谷線）           | ∥        |
| 神奈川県              | 横浜市                | 青葉区                | 東名江田                        | ▼        |
| （東名高速道路）      | （東名高速道路）      | （東名高速道路）      | （東名高速道路）                | ∥        |
| 静岡県                | 浜松市                | 中央区                | 浜松インター駐車場              | ▲        |
| 静岡県                | 浜松市                | 中央区                | 篠ヶ瀬                          | ▲        |
| 静岡県                | 浜松市                | 中央区                | 子安                            | ▲        |
| 静岡県                | 浜松市                | （国道152号）         | （国道152号）                   | ∥        |
| 静岡県                | 浜松市                | 中央区                | 相生                            | ▲        |
| 静岡県                | 浜松市                | 中央区                | 浜松駅 （浜松駅バスターミナル） | ▲        |

### 途中休憩
- 足柄SA （東名高速道路） - 10分休憩
- 牧之原SA （東名高速道路） - 10分休憩

※ジェイアール東海バス担当便は東名静岡バス停で乗務員交代することがある。

## 歴史
- 2006年（平成18年）12月15日 - 「浜松・新宿ハイウェイバス」という名称で運行開始。京王バス東が1往復、ジェイアール東海バスが2往復担当の合計1日3往復。
- 2007年（平成19年）6月1日 - 「渋谷・新宿ライナー浜松号」に改称。
- 2009年（平成21年）5月30日 - 繁忙日運行の臨時便（新宿西口7:20発101号、浜松駅14:30発102号）の運行を開始（京王バス東）。
- 2010年（平成22年）
  - 4月1日 - 京王バスの予約サイト「ハイウェイバスドットコム」でも予約・購入の取り扱いを開始。
  - 5月21日 - 上り便（渋谷・新宿行）のみ渋滞時に限り用賀PAで東急田園都市線用賀駅への乗り継ぎ社会実験を開始。
- 2011年（平成23年）
  - 3月19日 - 遠州鉄道が「渋谷・新宿イーライナー」の愛称で参入し1往復増便、ダイヤ改正。平日4往復、週末・繁忙期5往復。
  - 3月31日 - 前述した用賀での乗り継ぎ社会実験が終了。
  - 10月1日 - 「相生」・「子安」・「篠ヶ瀬」の各バス停を新設。
  - 10月13日 - 前述した用賀での乗り継ぎサービスが本格運用開始。
- 2012年（平成24年）7月1日 - 「浜松インター」バス停を廃止、「浜松インター駐車場」バス停を新設。パーク＆ライドサービス開始。
- 2013年（平成25年）7月1日 - 遠州鉄道の担当営業所が浜松東からターミナルに変更[3]。
- 2016年（平成28年）
  - 4月4日 - バスタ新宿開業。それに伴い新宿からの出発便の乗車場所が同所に移転[4]。
  - 5月9日 - 新宿到着便の降車場所がバスタ新宿に変更[4]。
- 2019年（令和元年）6月18日 - 運賃改定。東名向ヶ丘バス停を廃止[5][6]。
- 2020年（令和2年）4月以降 - 新型コロナウイルスの影響により、遠鉄高速バスe-LineRでは横浜イーライナー・大阪イーライナー（浜松エクスプレス大阪号）が全便運休となり、同社の空港直行バスe-wingも全便運休となったが、渋谷・新宿イーライナーについては引き続き通常通り運行[7][8]。
- 2025年（令和7年）7月1日 - 特定日運行便について、京王運行分の1往復が廃止となり、かわりに遠鉄運行分の1往復が設定される[9][10]。

## 車両
トイレ付き4列シート車両。車内禁煙。
- 京王バスは「ゆったり4列シート車両」（補助席無し・センターアームレスト付き4列）、36席又は38席。36席車両は洗面台・大型鏡・着替え台付きの広々トイレ（パウダールーム）。なお、高速バス全車両にWi-Fiサービスの順次搭載を発表。
- JR東海バスは「4列ワイドシート車両」（補助席無し・センターアームレスト付き4列）、40席。一部は座席ACコンセントや空気清浄機を搭載。
- 遠州鉄道は、38席で補助席無しの車両での運行。ACコンセント搭載。2011年11月5日までは40席で補助席付きの車両だった[11]。
- 整備・増車等の都合で仕様や座席数などが異なる場合もある（補助席付き4列シート車両など）。

## 乗車券購入
乗車する日の1か月1日前の10時00分から発売。予約・購入可能場所は以下のとおり。
- バスタ新宿窓口、浜松駅バスターミナル乗車券センター。
- インターネット予約は「高速バスネット」、「ハイウェイバスドットコム」。
- 電話予約は京王高速バス予約センター、JR東海バス旅行センター、e-LineR予約受付センター。

なお、東名ハイウェイバスや横浜イーライナーなどとは別路線のため、回数券や往復割引は共通利用できない。